# Season of Glass (GFRIENDのアルバム)
『Season of Glass』（シーズン・オブ・グラス）は、韓国のガールズグループGFRIENDのデビューEPである。2015年1月15日にSOURCE MUSICからリリースされ、KTミュージックによって販売された。このアルバムには、シングル「Glass Bead」を含む3曲と2つのインストゥルメンタルトラックが収録されている。アルバムはガオンアルバムチャートで9位を記録し、1万枚以上を売り上げた。GFRIENDは、韓国の音楽番組での一連のテレビライブパフォーマンスでアルバムをプロモーションした。彼女たちのデビューは、しばしば少女時代のデビューと比較され、「Glass Bead」の音楽と振り付けは「また巡り逢えた世界」を彷彿とさせると評された。

## リリースとプロモーション
2014年11月、SOURCE MUSICは初のガールズグループGFRIENDのデビューが間近であることを発表した。1月5日、グループ全員が公開され、アルバムのリリース日が発表された。GFRIENDのデビューEP（ミニアルバムとも呼ばれる）は、1月15日にデジタルダウンロードとしてリリースされ、翌日にCDフォーマットでリリースされた。リードシングル「Glass Bead」のミュージックビデオはジャニーブロスがプロデュースし、ホン・ウォンギが監督した。GFRIENDは10代のオーディエンスをターゲットに設計されており、ミュージックビデオは教室や体育館など、学校のさまざまな場所を舞台にしている。「Glass Bead」はグループの「学校シリーズ」の最初の曲であり、学校の学期の始まりと友人との楽しい時間を表現している。
GFRIENDは1月16日の『ミュージックバンク』を皮切りに、様々な音楽番組で「Glass Bead」を披露してアルバムをプロモーションした。彼女たちは「清純で若々しい」イメージを提示し、シンプルなヘアスタイルとミニマルなメイクでチアリーダー風の衣装を着用した。彼女たちの外見とは対照的に、グループの振り付けは「パワフル」で「エネルギッシュ」と評された。

## 制作と構成
アルバムのイントロトラック、「Glass Bead」、そして「White」は、以前にAileeの「Heaven」やOrange Caramelの「Catallena」などを手がけたイギとソ・ヨンベによって書かれた。ソはRBWの社内プロデューサーである。「Neverland」はZigZag Noteのユン・ウソクとカン・ミョンシンが作曲し、キム・ソジュンとキム・ヨンファン（Eden Beatz）が作詞した。
「Glass Bead」はバブルガム・ポップのダンス曲で、「壮大なストリングスサウンド、力強いビート、そして感情的で流れるようなメロディー」が特徴である。歌詞は10代の少女の視点から描かれており、ガラス玉のように壊れそうに見えるかもしれないが決して簡単には壊れない、そして愛する人のために輝くと歌っている。元々、アルバムのシングルには別の「よりソフトな」曲が予定されていた。GFRIENDのマネージャーがグループに「Glass Bead」を聴かせたところ、メンバー全員がすぐに気に入った。ソウォンは「体育館で走り回っているような気分にさせてくれる曲で、私たちにより合っていると思った」と語った。この曲はしばしば少女時代の「また巡り逢えた世界」と比較されたが、グループにとっては1990年代後半から2000年代初頭の韓国のガールズグループであるFin.K.LやS.E.S.を思い出させた。「Neverland」は「力強い」シンセサイザーとギターが特徴のダンス曲で、サビにはボーカルハーモニーがフィーチャーされている。「White」は1990年代を彷彿とさせるミディアムテンポのダンス曲である。

## 反応
このアルバムは週間ガオンアルバムチャートに12位で初登場し、2月の第2週には9位でピークを迎えた。1月には1,146枚のフィジカルコピーを売り上げ、月間売上38位となった。2016年6月現在、合計11,640枚を売り上げている。「Glass Bead」はガオンデジタルチャートで89位で初登場し、翌週には25位でピークを迎えた。この曲のミュージックビデオは、1月中に世界で最も視聴されたK-POPミュージックビデオの9位だった。
1月末、GFRIENDはBillboard誌の「2015年に注目すべきトップ5 K-POPアーティスト」リストに含まれた。ジェフ・ベンジャミンは、GFRIENDが同じく新人ガールズグループのLOVELYZと共に、2014年に人気だった「セクシー」なトレンドとは対照的に、「クラシックな清純なルックスを持つ女性グループの新世代をリードしている」と述べた。彼は「Glass Bead」の「甘いサウンド」と「ノンストップ」の振り付けが、少女時代のデビューシングル「また巡り逢えた世界」への「否定できないノスタルジア」をもたらすと述べた。Fuseの寄稿で、彼はGFRIENDを「おそらく最も成功した」清純派ガールズグループと呼び、「Glass Bead」を「ノスタルジックな宝石」と評した。彼は、グループが独自のアイデンティティを築く必要がある、さもなければ「少女時代のトリビュートバンドに過ぎないリスクを冒すことになる」と結論付けた。

## トラックリスト
| #         | タイトル                     | 作詞       | 作曲・編曲                   | Arrangement      | 時間 |
| --------- | ---------------------------- | ---------- | ---------------------------- | ---------------- | ---- |
| 1.        | 「Season of Glass」(Intro)   |            | Iggy Seo Yong-bae            | Iggy Seo         | 1:13 |
| 2.        | 「Glass Bead」(유리구슬)     | Iggy Seo   | Iggy Seo                     | Iggy Seo         | 3:23 |
| 3.        | 「Neverland」                | Eden Beatz | ZigZag Note Kang Myeong-shin | ZigZag Note Kang | 3:11 |
| 4.        | 「White」(하얀 마음)         | Iggy Seo   | Iggy Seo                     | Iggy Seo         | 3:45 |
| 5.        | 「Glass Bead」(Instrumental) |            | Iggy Seo                     | Iggy Seo         | 3:23 |
| 合計時間: | 合計時間:                    | 合計時間:  | 14:55                        |                  |      |

## クレジット
クレジットはアルバムのライナーノーツから引用。
場所
- K-Note Studioでレコーディング
- Hong Soundでレコーディング (トラック2)
- Big Hit Studioでレコーディング (トラック2)
- Cube Studioでミキシング
- Suono Masteringでマスタリング

担当者
- GFriend - バッキングボーカル (トラック2–5)
- ソ・ヨンベ - ドラムプログラミング (トラック1–2, 5)
- イギ - ピアノ (トラック1–2, 5), エレクトリックピアノ (トラック4), シンセサイザー (トラック1–2, 4–5)
- クォン・ソクホン - ストリングス編曲 (トラック2, 5)
- キム・ソリ - バッキングボーカル (トラック2–5)
- チョン・ジェピル - ギター (トラック2–3, 5)
- ユン・ストリングス - ストリングス (トラック2, 5)
- キム・ギウク - ベース (トラック3)
- ノ・ウンジョン - ギター (トラック3)

## チャート
| チャート                               | 最高位 |
| -------------------------------------- | ------ |
| 韓国 アルバム (ガオンアルバムチャート) | 9      |

## 売上
| 国   | 売上枚数 |
| ---- | -------- |
| 韓国 | 11,640   |